# Homeorezie
Homeorezie, un cuvânt compus derivat din limba greacă, desemnând curgere similară (homois + rhesis), este un concept atribuit sistemelor dinamice care au tendința de a se reîntoarce la o anumită traiectorie de desfășurare a evenimentelor sau la o anume stare dinamică.  Homeorezia este un concept având un anumit grad de antinomie comparativ cu conceptul desemnând sistemele care au tendința de a menține o stare statică anterioară, homeostazie.

## Biologie
Termenul a fost folosit pentru prima dată de savantul britanic Conrad Hal Waddington în jurul anilor 1940, alături de termenul creodă (de asemenea de origine greacă), desemnând "tendința necesară" spre care sistemele dinamice tind a se reîntoarce.

## Teoria Gheea (sau Gaia)
În ecologie, conceptul de homeorezie este un element important al Teoriei Gheea (sau Teoria Gaia), în care sistemul dinamic îl reprezintă echilibrul biologic dintre diferitele forme de viață de pe planeta Pământ, denumită Gheea în panteonul grec al zeilor, de la zeița greacă omonimă (sau Geea, Gea sau Gaia).
Savantul britanic, expatriat în Statele Unite, James Lovelock este autorul Teoriei Gaia, sub forma cunoscută de Ipoteza Gaia în anii 1960, pe când lucra la NASA.
La începutul anilor 1970, omul de știință american Lynn Margulis, care a devenit ulterior co-autoare a acestei teorii, este cea care a subliniat că doar echilibrările de tip homeoretic și nu cele de tip homeostatic sunt cele care sunt esențiale în Teoria Gaia. Spre exemplificare, în timp ce într-o interpretare homeostatică a lumii atmosfera, hidrosfera și litosfera sunt considerate condiții date, de bază, imuabile, în Teoria Gaia, aceste trei învelișuri ale Pământului sunt considerate dinamice, deci supuse proceselor de tip homeoretic.